# Falkirk
Falkirk, schottisch-gälisch: An Eaglais Bhreac, ist eine Stadt in Schottland mit 35.398 Einwohnern.

## Geografie
Falkirk liegt im Central Belt zwischen Edinburgh und Glasgow und hat eine Fläche von 3,034 km².

## Geschichte
In der ersten Schlacht von Falkirk unterlagen die Schotten unter der Führung von William Wallace gegen die Engländer am 22. Juli 1298 während der schottischen Widerstandsbewegung gegen Eduard I. In einer zweiten Schlacht von Falkirk während des Jakobitenaufstands von 1745 besiegte am 17. Januar 1746 die Hochländerarmee unter Prinz Charles Edward Stuart britische Regierungstruppen unter Generalleutnant Henry Hawley.

## Wirtschaft
Die Stadt liegt an der Kreuzung zwischen dem Forth and Clyde Canal und dem Union Canal. Dies begünstigte während der Zeit der Industriellen Revolution die Ansiedlung von Eisenwerken und Fabriken zur Stahlerzeugung. Hierzu gehörte auch die Carron Company, die die nach ihr genannten Karronaden für die Royal Navy und später Säulenbriefkästen für die Royal Mail produzierte.
Seit dem Niedergang der Schwerindustrie lebt die Wirtschaft der Stadt überwiegend vom Einzelhandel und vom Tourismus. Gleichwohl befinden sich am Ort einige Industrieunternehmen, wie Alexander Dennis, der größte Bushersteller im Vereinigten Königreich. In Zusammenarbeit mit der chinesischen Firma BYD werden hier auch die neuen Elektrobusse für die britische Hauptstadt London gefertigt.

## Sehenswürdigkeiten
- Falkirk Wheel, modernes Schiffshebewerk, in seiner Technik einzigartig auf der Welt
- Glockenturm von Falkirk, ein klassizistisches Bauwerk im Zentrum
- The Kelpies, Pferdekopfstatuen von Andy Scott
- in der Nähe der Stadt: das Callendar House und der Antoninuswall

## Sport
Der FC Falkirk, ein Fußballverein, der aktuell in der Scottish League One spielt, trägt seine Heimspiele im Falkirk Stadium aus.

## Partnerstädte
- Créteil, Frankreich
- San Rafael, USA

## Persönlichkeiten
Söhne und Töchter 
- James Hay, 15. Earl of Erroll (1726–1778), Peer und Politiker
- Sir Charles John Napier (1786–1860), Admiral
- James Walker (1781–1862), Bauingenieur
- James Finlayson (1887–1953), Schauspieler
- Jack MacDonald (1888–1941), kanadischer Politiker
- Tommy Douglas (1904–1986), kanadischer Politiker
- Archie Macaulay (1915–1993), Fußballspieler und -trainer
- George Adams (1926–2011), Fußballspieler
- Barbara Rae (* 1943), Malerin, Grafikerin und Hochschullehrerin
- Robert McGregor (* 1944), Schwimmer
- Mike Travis (1944–2023), Jazz- und Rockmusiker und Schauspieler
- Christopher Robson (* 1953), Countertenor
- Bryan Carbis (1961–2008), Eisschnellläufer
- Judith Huber (* 1964), Performancekünstlerin und Kuratorin
- David Weir (* 1970), Fußballspieler
- Jack Ross (* 1976), Fußballspieler und -trainer
- Graeme Smith (* 1976), Schwimmer
- Ian McLeod (* 1980), südafrikanischer Radrennfahrer
- David Haydn (* 1981), Schauspieler und Musicaldarsteller
- Nicola Docherty (* 1992), Fußballspielerin
- Craig Sibbald (* 1995), Fußballspieler
- Lewis Martin (* 1996), Fußballspieler
- Sam Kerr (* 1999), Fußballspielerin
- Luca Ross (* 2006), Fußballspieler